# Вігіццоло-д'Есте
Вігіццоло-д'Есте, Віґіццоло-д'Есте (італ. Vighizzolo d'Este, вен. Vighizoło d'Este) — муніципалітет в Італії, у регіоні Венето, провінція Падуя.
Вігіццоло-д'Есте розташоване на відстані близько 380 км на північ від Рима, 65 км на південний захід від Венеції, 32 км на південний захід від Падуї.
Населення — 925 осіб (2014).

## Демографія
Населення за роками:

Станом на 1 січня 2023 року в муніципалітеті офіційно проживали 32 іноземці з 12 країн, серед них 12 громадян країн Євросоюзу та 1 громадянин України.

## Сусідні муніципалітети
- Карчері
- Есте
- П'яченца-д'Адідже
- Понсо
- Сант'Урбано
- Вілла-Естенсе